# Markaly Gábor
Markaly Gábor névvariáns: Markali Gábor (Budapest, 1946. február 6. – Budapest, 2004. augusztus 12.) magyar színész.

## Életpályája
1968-ban kapta meg színészi diplomáját a Színház- és Filmművészeti Főiskolán, Simon Zsuzsa növendékeként. Pályáját a Miskolci Nemzeti Színházban kezdte. 1974-től egy évadot a Vidám Színpadon töltött. 1975-től játszott a Körszínházban, a Bartók Színházban, a Népszínházban és a Thália Színházban is. Szerepelt a Karinthy Márton és Harsányi Gábor vezette Hököm Színpadon is. 1987 és 1989 között a kecskeméti Katona József Színház tagja, 1990-től szabadfoglalkozású színművész volt. Írással is foglalkozott: Magánbeszélgetés. Versek, prózai firkák című műve 1991-ben jelent meg. 1999-ben pályázott a
József Attila Színház igazgatói posztjára.

## Fontosabb színházi szerepeiből
- William Shakespeare: Hamlet... Hamlet
- Fjodor Mihajlovics Dosztojevszkij – Georgij Tovsztonogov: A félkegyelmű... Miskin herceg
- Stendal: Vörös és fekete... Julien Sorel
- Arthur Miller: Az ügynök halála... Biff
- Anton Pavlovics Csehov: Cseresznyéskert... Trofimov, Pjotr Szergejevics, diák
- Jevgenyij Lvovics Svarc: Hétköznapi csoda... Medve
- Theodor Dreiser – Erwin Piscator: Amerikai tragédia... Griffiths
- Kálmán Imre: Csárdáskirálynő... Bóni gróf
- Szakonyi Károly: Hongkongi paróka... Zombori Ottó
- Gyurkó László: Doktor Faustus... Jóangyal; Bolond
- Mikola Zarudnij: Nem vagyunk kifestve... szerző
- Lope de Vega: Magyarországi fenevad... Barcelona követe; Fulgencio

## Önálló estek
- Markaly Gábor előadóestje (Egyetemi Színpad)
- Mindent elmondhatok... (József Attila est)

## Művei
- Magánbeszélgetés : [Versek, prózai firkák] (Budapest, 1991)

## Filmek, tv
- Olyan egyszerű (1967)
- Őrjárat az égen (1970)
- A menekülő herceg (1973)
- Nincs többé férfi (1975)
- Kántor (sorozat)  A postarablás című rész. (1976)
- Meztelenül (1978)
- Küszöbök (sorozat) 4. rész (1979)
- Kentaurok (1979)
- Sándor Mátyás (sorozat) 1. rész (1979)
- Utolsó alkalom (1981)
- Liszt Ferenc (sorozat) A világcsavargó című rész (1982)
- A Mi Ügyünk, avagy az utolsó hazai maffia hiteles története (1983)
- Fekete Császár (1983)
- Napló gyermekeimnek (1984)
- Fagylalt tölcsér nélkül (1989)